# Mongol betörések Palesztinába
Szíria ideiglenes elfoglalása után, a keresztes háborúk utolsó időszakában, 1260–1300 között került sor mongol betörésekre a mai Palesztina területén. A fenti időszakban a mongol seregek több alkalommal megkísérelték Szíria elfoglalását, ezt követően pár hónapig folyamatos betöréseket hajtottak végre déli irányban Palesztina területére, nemegyszer Gáza városáig hatolva.
A betöréseket a mongol főseregekből kivált, kisebb csapatok hajtották végre, elsődleges céljuk a zsákmányszerzés volt. A mongolok egyik alkalommal sem igyekeztek a betörések során elfoglalt városokat, településeket bevonni a mongol birodalom közigazgatási rendszerébe és a mongol fősereg visszahúzódása után pár hónappal az Egyiptomból érkező mamlúk seregek minden alkalommal visszafoglalták a térséget.

## Mongol hadjárat 1260-ban

Az 1260-as mongol hadjáratok térképe a Közel-Keleten. az első nagy támadások Aleppó és Damaszkusz ellen irányultak, ezek elfoglalása után kisebb városokat támadtak, mint pl. Baalbek, asz-Szubajba és Ádzslun, illetve betöréseket hajtottak végre Palesztina területén is.

1258-ban Hülegü kán vezetésével mongol csapatok foglalták el a középkori iszlám világ szellemi központját, Bagdadot, ezzel lényegében véget vetve az Abbaszida–dinasztia uralmának. A város elfoglalása után 1259 szeptemberében a mongolok, akikkel együtt számos keresztény katona is harcolt, akiket a korábban elfoglalt Grúziából, Örményországból és Kilikiából toboroztak, pontonhídon átkeltek az Eufráteszen és Szíria felé indultak, amely ekkor az Ajjúbida-dinasztia birodalmába tartozott. an-Nászir Júszuf szíriai szultán felajánlotta hűségesküjét Hülegünek, de az visszautasította és csapatai 1260. január 24-én elfoglalták és felégették Aleppót, majd március 1-jén megadta magát Damaszkusz is. Damaszkusz elfoglalásával lényegében véget vetettek az Ajjúbida-dinasztia uralmának is.
Damaszkusz és Bagdad elfoglalásával a mamlúk szultánok uralma alatt álló Kairó lett egy csapásra az iszlám világ középpontja. A mongolok feltehetően folytatták volna a hadjáratot és Palesztinán keresztül Egyiptom és a Mamlúk Birodalom ellen indultak volna, de ekkor Möngke nagykán meghalt (Möngke és Hülegü testvérek, mindketten Dzsingisz kán unokái voltak). Hülegü kán a fősereg élén visszatért Karakorumba, de kb. 20 000 mongol lovast az elfoglalt területeken hagyott a nesztoriánus vallású Kitbuka tábornok parancsnoksága alatt.
Kitbuka további támadásokat intézett a környező települések ellen, elfoglalta Baalbek, asz-Szubajba és Ádzslun városokat és mongol portyázókat küldött Palesztinába, akik egészen Askelón városáig, illetve Jeruzsálemig juthattak. Mindenesetre egy kb. 1000 fős mongol helyőrség foglalta el Gáza városát, egy másik pedig Nábluszban állomásozott.
Hülagü visszatérése előtt üzenetet küldött IX. Lajos francia királynak, amelyben felajánlotta, hogy Jeruzsálemet átadja a keresztényeknek. Bár az üzenetet valóban elküldték, de ekkor Jeruzsálemet, bár legalább egy mongol portyázó csapat elért ide, még nem foglalták el véglegesen a mongolok.

### Az Ajn Dzsálút-i csata (1260)

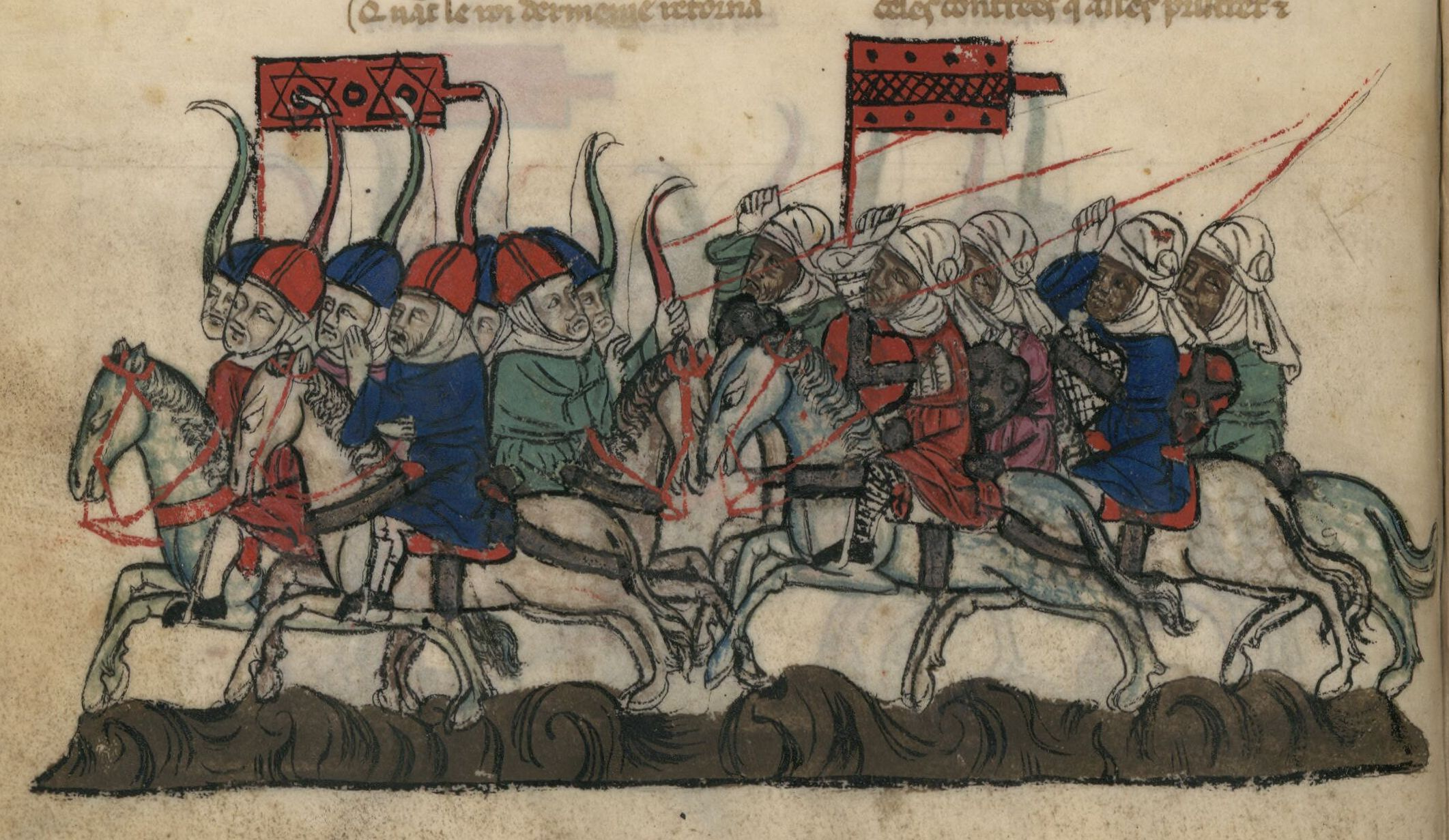
Mamlúk és mongol lovasság összecsapása az Ajn Dzsálút-i csata során. Forrás: "Histoire des Tartares", Bibliothèque nationale de France

Miután Szíriából Egyiptomba vonultak vissza, a mamlúkok tárgyalásokat kezdeményeztek az akkói központú Jeruzsálemi Királysággal. A mamlúkok és a mongolok harcában a keresztesek semleges álláspontot foglaltak el, annak ellenére, hogy a muszlim mamlúkok voltak a keresztények hagyományos ellenségei. Azonban a keresztesek szemében a mongolok nagyobb fenyegetést jelentettek, és ezért engedélyezték területeiken a mamlúk csapatok áthaladását, akik 1260 szeptemberében jelentős erőt vontak össze a térségben és az Ajn Dzsálút-i csata során összecsaptak a mongolokkal. A mamlúkok jelentős győzelmet arattak, amelynek jelentőségét még az is emelte, hogy a mongol hadsereg első alkalommal szenvedett vereséget. A csatavesztés jelentette a mongol hódítási kísérletek végét is, mert bár több alkalommal megkísérelték, csak 1300-ban tudták ismét elfoglalni Szíriát és akkor is csak pár hónapra.

### A szidóni incidens (1260)
Julian Grenier keresztes lovag, Szidón grófja és Beaufort ura, a kortárs jellemzések szerint felelőtlen és meggondolatlan személy, a mongol csatavesztés után betört a mongolok fennhatósága alatt álló Bekaa-völgybe. Kitbuka egy kisebb mongol sereget küldött ellene, de ezeket de Grenier csapdába csalta és elpusztította. Kitbuka másodszor jelentős sereget küldött Grenier ellen, akik megtámadták és elfoglalták Szidón városát, felégették, a keresztény lakosokat legyilkolták, bár a várat nem tudták elfoglalni.

## Mongol betörések I. Eduárd angol király keresztes hadjárata során (1271)
1269-ben az angol trónörökös, Eduárd herceg (a későbbi I. Eduárd angol király) keresztes hadjáratot indított a Szentföldre nagybátyja, Oroszlánszivű Richárd és VII. Lajos francia király példáján felbuzdulva. Eduárd serege meglehetősen kicsi volt, összesen kb. 230 lovag és 700 kísérő tartott vele 13 hajón a hadjárat során Eduárd kíséretének számos tagja a király rokona vagy közeli barátja volt, többek között felesége, Kasztíliai Eleonóra, bátyja, Púpos Edmund és unokafivére, Henrik is vele tartott.
Amikor Eduárd 1271. május 9-én partra szállt Akkra kikötőjében, azonnal követeket küldött Abáká kánhoz, a mongolok segítségét kérve. Eduárd terve az volt, hogy mongol segítséggel megtámadja Bajbarsz szultánt.
1271 októberében az Eduárd által kért mongol csapatok megérkeztek Szíriába és Aleppótól délre felégették a vidéket. Abáká, aki a mongol belviszályok miatt nem tudta főerőit felszabadítani, mintegy 10 000 lovast küldött Samagar vezetésével az Anatóliát megszálló mongol erőkből. Az 1260-as hadjáratra még emlékező lakosság tömegesen menekült a mongolok elől, akik könnyedén legyőzték Aleppó mamlúk helyőrségét.
November 12-én indult el Bajbarsz felmentő serege Kairóból, de eddigre a mongol csapatok már visszahúzódtak az Eufrátesz folyó mögé, mivel nem tudtak volna sikeresen szembeszállni a teljes mamlúk sereggel.

## Mongol hadjárat 1299–1300 között

Mongol hadjáratok a Szentföldön, 1299-1300

1299 nyarán ismét mongol csapatok törtek be Szíriába Gázán kán vezetésével, ismét elfoglalták Aleppót és az örmény segédcsapatokkal együtt vereséget mértek a kiskorú an-Nászir Muhammad és az őt markában tartó főemberek, Bajbarsz és Szalár vezette mamlúk hadsereg ellen a Vádi l-Házindár-i csatában december 23-24-én. A megfutamodó mamlúkokat egészen Gázáig üldözte a mongol sereg egy része egy bizonyos Muladzs vezetése alatt, míg a zöm Damaszkuszba vonult be valamikor újév környékén. Gázán februárban visszavonta erői nagy részét, de ígéretet tett arra, hogy novemberben visszatér és megtámadja Egyiptomot. Időközben a Szentföldön hagyott, kb. 10 000 lovas Muladzs vezetésével portyázó hadjáratokat vezetett a mamlúk területek ellen, de márciusban ezek is visszatértek Damaszkuszba, majd hamarosan követték Gázánt és átkeltek az Eufráteszen. Ekkor, 1300 májusában a mamlúk sereg visszatért és harc nélkül visszafoglalta a mongolok által elfoglalt területeket.

### Jeruzsálem

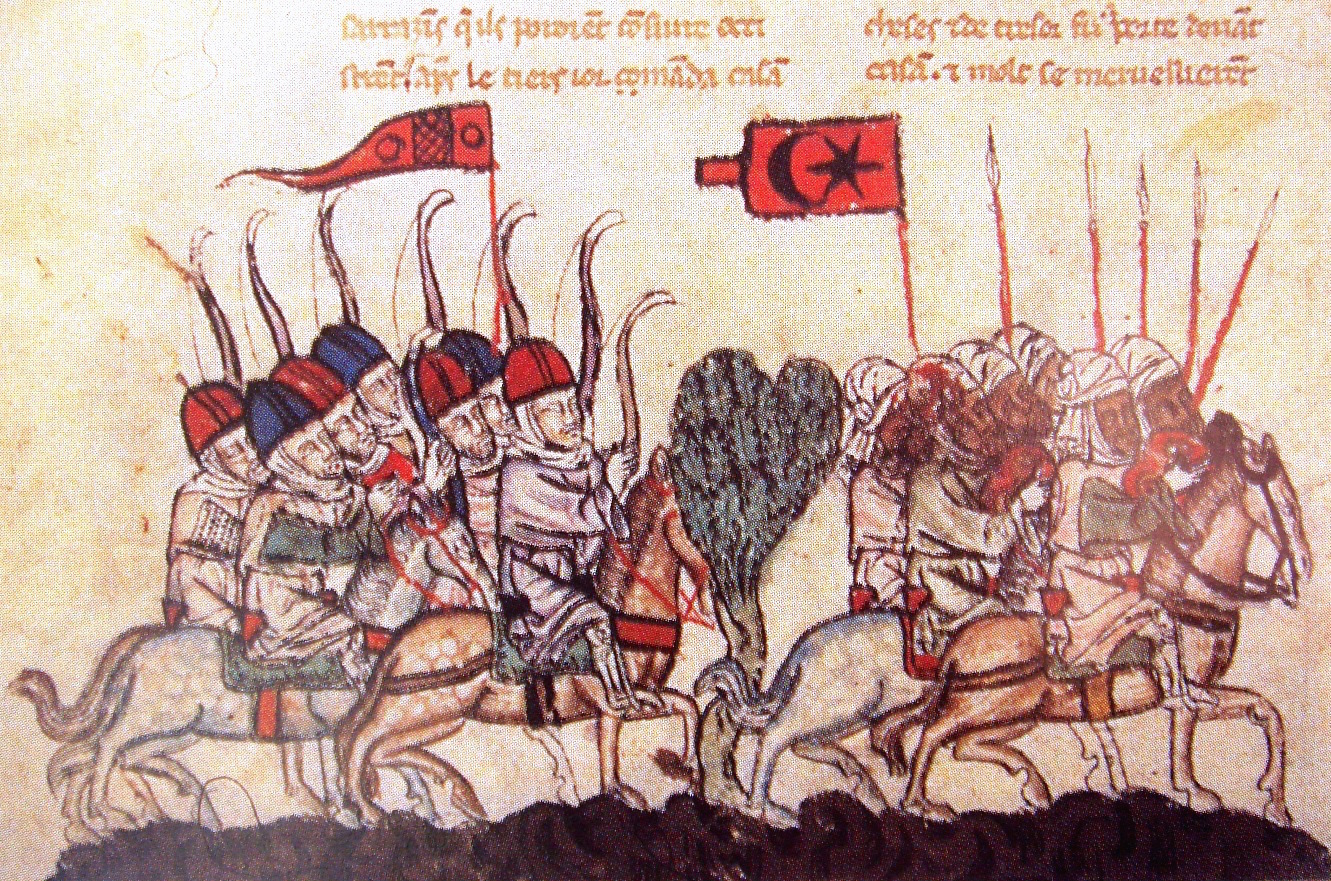
1299: Gázán legyőzi a mamlúk sereget a Vádi l-Házindár-i csatában

Az 1299–1300-as mongol hadjárat kiterjedéséről, az elfoglalt területek nagyságáról a korabeli források is eltérő, egymásnak ellentmondó adatokat közöltek, ennek megfelelően a modern történészek között sincs összhang abban a tekintetben, hogy a mongolok elfoglalták-e Jeruzsálemet. Egyesek szerint a város elesett és Muladzs egy ideig itt állomásozott, mások szerint még csak nem is vették ostrom alá A város elfoglalásának tényét egy 14. századi olasz pap, Niccolò da Poggibonsi is megerősítette, aki szerint a mongolok eltávolították a Sziklamecset egyik kapuját. Mások szerint viszont a mongolok csak megkísérelték a kaput elpusztítani, de nem jártak sikerrel és végül a visszatérő mamlúk katonák falazták be a kaput.
A mongol hadjárat ténye, Jeruzsálem lehetséges elfoglalása vad találgatásokhoz vezettek Európában, amelyeket Ciprusról visszatérő velencei kereskedők indítottak. A hírek többnyire hitelesen adták vissza a szíriai mongol hódítások mértékét, de hozzátették: „a tatárok feltehetően elfoglalták a Szentföldet és vissza fogják adni a keresztényeknek”. A Rómában a jubileumi év alkalmából összegyűlt tömegek felkapták a pletykákat, amelyek hamarosan arról szóltak, hogy a mongolok elfoglalták Egyiptomot, Gázán saját bátyját nevezte ki egyiptomi királynak és ezután Tunéziát is meghódítják, illetve szabadon engedik a Damaszkuszban és Egyiptomban fogva tartott keresztény foglyokat.
1300 áprilisában VIII. Bonifác pápa már körlevélben jelentette be „a nagyszerű és örömteli hírt”, Rómában körmeneteket tartottak a Szentföld visszaszerzésének örömére és mindenkit biztatott a szentföldi zarándoklatra, még az Ausculta fili pápa bullában is említette ezt.
1300 nyarán a pápához nagy létszámú mongol követség érkezett, amelyet Guiscard Bustari firenzei utazó, Gázán nagykövete vezetett. Feltehetően ők értesítették a pápát a tényleges helyzetről, miszerint Gázán főerőit 1300 februárjában visszavonta és a Szentföld nagy része májusban ismét a mamlúkok kezébe került. Ennek ellenére szeptemberig tartották magukat az ellenkező értelmű híresztelések.

## Lásd még
- Tatárjárás
- Keresztes háborúk
- Mongol Birodalom

## Fordítás
- Ez a szócikk részben vagy egészben  a   Mongol raids into Palestine című angol Wikipédia-szócikk fordításán alapul.  Az eredeti cikk szerkesztőit annak laptörténete sorolja fel. Ez a jelzés csupán a megfogalmazás eredetét és a szerzői jogokat jelzi, nem szolgál a cikkben szereplő információk forrásmegjelöléseként.

## Korabeli források
- Le Templier de Tyr (1300 körül). Chronicle du Templier de Tyr, Online változat Archiválva 2009. január 1-i dátummal a Wayback Machine-ben (franciául).
- Hayton of Corycus (1307): Flowers of the Histories of the East, Online változat (angolul).
- Guillaume de Tyr (1300 körül): History of Deeds Done Beyond the Sea, Online változat Archiválva 2009. január 1-i dátummal a Wayback Machine-ben (franciául).

## Modern források
- Amitai, Reuven (1987). „Mongol Raids into Palestine (AD 1260 and 1300)”. JRAS, 236–255. o.
- Amitai-Preiss, Reuven. Mongols and Mamluks: The Mamluk-Ilkhanid War, 1260-1281. Cambridge University Press, Cambridge (1995). ISBN 978-0521462266
- Barber, Malcolm. The Trial of the Templars, 2nd, University Press, Cambridge (2001). ISBN 978-0-521-67236-8
- Encyclopedia Iranica, Article on Franco-Persian relations
- Foltz, Richard (2000). "Religions of the Silk Road : overland trade and cultural exchange from antiquity to the fifteenth century". New York: St. Martin's Griffin. ISBN 0-312-23338-8.
- Demurger, Alain. Jacques de Molay (francia nyelven). Editions Payot&Rivages (2007). ISBN 2228902357
- Hazard, Harry W. (editor). Volume III: The Fourteenth and Fifteenth Centuries, Kenneth M. Setton, general editor, A History of the Crusades, The University of Wisconsin Press (1975). ISBN 0-299-06670-3
- Jackson, Peter. The Mongols and the West, 1221-1410. Longman (2005). ISBN 0582368960
- Lebédel, Claude. Les Croisades, origines et conséquences (francia nyelven). Editions Ouest-France (2006). ISBN 2737341361
- Newman, Sharan. Real History Behind the Templars. Berkley Publishing Group (2006). ISBN 978-0-425-21533-3
- Nicolle, David. The Crusades, Essential Histories. Osprey Publishing (2001). ISBN 978-1-84176-179-4
- Phillips, John Roland Seymour. The Medieval Expansion of Europe. Oxford University Press (1998). ISBN 0198207409
- Prawdin, Michael (pseudonym for Charol, Michael). Mongol Empire. Collier-Macmillan Canada (1961. június 16.). ISBN 1412805198
- Prawer, Joshua. The Crusaders' Kingdom: European Colonialism in the Middle Ages. Praeger (1972). ISBN 9780297993971
- Richard, Jean. Histoire des Croisades. Fayard (1996). ISBN 2-213-59787-1
- Riley-Smith, Jonathan. The Crusades: A History, 2nd, Yale Nota Bene (1987. június 16.). ISBN 0-300-10128-7
- Runciman, Steven. A history of the Crusades 3. Penguin Books (1987. június 16.). ISBN 9780140137057
- Saunders, J. J.. The History of the Mongol Conquests. University of Pennsylvania Press (2001). ISBN 0812217667
- Schein, Sylvia (1979. October). „Gesta Dei per Mongolos 1300. The Genesis of a Non-Event”. The English Historical Review 94 (373), 805–819. o. DOI:10.1093/ehr/XCIV.CCCLXXIII.805.
- Schein, Sylvia. Fideles Crucis: The Papacy, the West, and the Recovery of the Holy Land. Clarendon (1991). ISBN 0198221657
- Schein, Sylvia. Gateway to the Heavenly City: crusader Jerusalem and the catholic West. Ashgate Publishing, Ltd. (2005). ISBN 075460649X
- Sinor, Denis (1999). „The Mongols in the West”. Journal of Asian History 33 (1). [2011. június 5-i dátummal az eredetiből archiválva]. (Hozzáférés: 2009. szeptember 22.)
- Turnbull, Stephen (1980). The Mongols. Osprey Publishing Ltd. (2004). ISBN 9780850453720
- Weatherford, Jack. Genghis Khan and the Making of the Modern World. Three Rivers Press (2004). ISBN 0-609-80964-4